# Sabine Richter
Sabine Richter (Fráncfort del Meno, Hesse, Alemania, 18 de julio de 1966) fue una atleta alemana, especializada en la prueba de 4 x 100 m en la que llegó a ser medallista de bronce mundial en 1991.

## Carrera deportiva
En el Mundial de Tokio 1991 ganó la medalla de bronce en el relevo 4 x 100 metros, con un tiempo de 42.33 segundos, tras Jamaica y laUnión Soviética, siendo sus compañeras de equipo: Grit Breuer, Katrin Krabbey Heike Drechsler.